# Georg Christian Carl Henschel
Georg Christian Karl Henschel, född 24 april 1759 i Giessen, död 2 juni 1835 i Kassel, var en tysk industriman.
Henschel kom 1777 till Kassel, där han 1785 av lantgreve Fredrik av Hessen förvärvade privilegium på driften av det furstliga kanongjuteriet. År 1810 kom sonen Johann Werner Henschel, hem från Paris, där han hade arbetat som bildhuggare, och inrättade nu i samarbete med fadern ett eget gjuteri vid sidan av det kurfurstliga; efterhand utvidgades detta till en maskinfabrik, där det bland annat tillverkades pumpar, brandsprutor, pressar, pannor, blyrör och -plattor m.m. År 1817 inträdde även sonen Carl Anton Henschel i faderns verksamhet, under vars ledning rörelsen, Henschel & Sohn, kom att expandera avsevärt.